# Onzième session extraordinaire d'urgence de l'Assemblée générale des Nations unies
La onzième session extraordinaire d'urgence de l'Assemblée générale des Nations unies est une réunion centrée sur l'invasion russe de l'Ukraine en 2022. La session est en cours le 28 février 2022,.

## Contexte
Une session extraordinaire d'urgence est une réunion imprévue de l'Assemblée générale des Nations unies pour prendre des décisions ou des recommandations urgentes, mais non contraignantes, concernant une question particulière. Les sessions extraordinaires d'urgence sont rares, n'ayant été convoquées que dix fois dans l'histoire des Nations unies.

Le mécanisme de la session extraordinaire d'urgence a été créé en 1950 par l'adoption par l'Assemblée générale de sa résolution 377 Union pour le maintien de la paix, qui a apporté les modifications nécessaires au « Règlement intérieur » de l'Assemblée à cette époque. La résolution déclarait également que :
...si le Conseil de sécurité, faute d'unanimité des membres permanents, n'exerce pas sa responsabilité principale de maintien de la paix et de la sécurité internationales dans tous les cas où il semble y avoir une menace contre la paix, une rupture de la paix, ou d'acte d'agression, l'Assemblée générale examine immédiatement la question en vue de recommander aux Membres des mesures collectives appropriées, y compris, en cas de rupture de la paix ou d'acte d'agression, le recours à la force armée si nécessaire, pour maintenir ou rétablir la paix et la sécurité internationales. Si elle n'est pas en session à ce moment-là, l'Assemblée générale peut se réunir en session extraordinaire d'urgence dans les vingt-quatre heures suivant la demande. Cette session extraordinaire d'urgence est convoquée si le Conseil de sécurité le demande sur le vote de sept membres quelconques ou à la majorité des Membres de l'Organisation des Nations Unies. . .

## Procédure
Le 27 février 2022, le Conseil de sécurité des Nations unies a voté la convocation de la session pour le lendemain. Onze membres du Conseil de sécurité ont voté pour, la Russie a voté contre et la Chine, l'Inde et les Émirats arabes unis se sont abstenus. La Russie n'a pas de droit de veto sur les questions de procédure, comme un vote pour convoquer une session extraordinaire d'urgence.

## Résolutions adoptées
• Résolution ES-11/1 de l'Assemblée générale des Nations unies 

• Résolution ES-11/2 de l'Assemblée générale des Nations unies 

• Résolution ES-11/3 de l'Assemblée générale des Nations unies

• Résolution ES-11/4 de l'Assemblée générale des Nations unies

• Résolution ES-11/5 de l'Assemblée générale des Nations unies

• Résolution ES-11/6 de l'Assemblée générale des Nations unies

• Résolution ES-11/7 de l'Assemblée générale des Nations unies

• Résolution ES-11/8 de l'Assemblée générale des Nations unies

## Voir également
• Résolution 2623 du Conseil de sécurité des Nations unies

• Résolution 2774 du Conseil de sécurité des Nations unies